# Saint-Beauzeil
Saint-Beauzeil ist eine französische Gemeinde mit 113 Einwohnern (Stand: 1. Januar 2022) im Département Tarn-et-Garonne in der Region Okzitanien (bis 2015: Midi-Pyrénées). Sie gehört zum Arrondissement Castelsarrasin und zum Kanton Pays de Serres Sud-Quercy. 

## Lage
Hier entspringt das Flüsschen Tancanne.
Sie grenzt im Westen an Massoulès, im Norden an Valeilles, im Osten und im Südosten an Roquecor und im Südwesten an Saint-Amans-du-Pech.

## Sehenswürdigkeiten
- Fabian-und-Sebastian-Kirche

## Bevölkerungsentwicklung
| Jahr      | 1962 | 1968 | 1975 | 1982 | 1990 | 1999 | 2008 | 2015 |
| --------- | ---- | ---- | ---- | ---- | ---- | ---- | ---- | ---- |
| Einwohner | 164  | 145  | 111  | 118  | 120  | 132  | 121  | 111  |